# آنان، ات-گارون
انان، ات-گارون (به فرانسوی: Anan, Haute-Garonne) یک کامین در فرانسه است که در Canton of L'Isle-en-Dodon واقع شده‌است.

## خصوصیات
انان ۱۳٫۴۳ کیلومترمربع مساحت و ۲۲۱ نفر جمعیت دارد و ۲۱۰ متر بالاتر از سطح دریا واقع شده‌است.